# Vaja Katxarava
Vaja Katxarava   (Tbilisi, 2 de gener de 1937) és un jugador de voleibol georgià, ja retirat, que va competir sota bandera soviètica durant les dècades de 1960 i 1970.
El 1964 va ser convocat per prendre part en els Jocs Olímpics de Tòquio, on guanyà la medalla d'or en la competició de voleibol.
En el seu palmarès també destaquen una medalla de bronze en el Campionat del Món de voleibol de 1966, una d'or en la Copa del Món de voleibol de 1965 i una medalla d'or i una de bronze en el Campionat d'Europa de voleibol, el 1967 i 1963 respectivament.
Una vegada retirat va exercir d'entrenador de voleibol, entre d'altres de la selecció soviètica i la selecció georgiana.